# Zaneveld-Gletscher
Der Zaneveld-Gletscher ist ein großer Gletscher in der antarktischen Ross Dependency. Er fließt vom Polarplateau zwischen dem Roberts-Massiv und den Cumulus Hills im Transantarktischen Gebirge in nordwestlicher Richtung zum oberen Abschnitt des Shackleton-Gletschers.
Das Advisory Committee on Antarctic Names benannte ihn 1966 nach dem US-amerikanischen Biologen Jacques Simon Zaneveld (1909–2001) von der University of Virginia, der im Rahmen des United States Antarctic Research Program in zwei Kampagnen zwischen 1963 und 1964 sowie zwischen 1964 und 1965 auf der McMurdo-Station tätig war und an der Forschungsfahrt des Eisbrechers USS Glacier zwischen Januar und März 1965 teilnahm.